# 藤原顕長
藤原 顕長（ふじわら の あきなが）は、平安時代後期の公卿。藤原北家勧修寺流葉室家、権中納言・藤原顕隆の三男。官位は従二位・権中納言。八条中納言と号す。

## 経歴
天永3年（1122年）、5歳にして従五位下に叙爵。以後、紀伊国、越中国、三河国、遠江国といった国司を歴任する。保元3年（1158年）に参議、長寛2年（1164年）に権中納言。
平治元年（1159年）の平治の乱の直後、三条殿の焼失に伴い、後白河上皇が一時顕長邸に仮の御所を営んでいた。この際に上皇が好んで市井の様子を眺めていた顕長邸の桟敷を、上皇に対抗意識を持つ二条天皇親政派の藤原経宗・藤原惟方（顕長の甥）が強引に封鎖したことが上皇の激怒を買い、両名の失脚・配流に繋がったことは、つとに知られている。
仁安元年（1166年）に権中納言の職を辞し、翌年卒去。

## 系譜
- 父：藤原顕隆
- 母：源顕房の娘
- 妻：藤原俊子 - 藤原俊忠の娘
  - 長男：藤原長方（1139-1191）
- 妻：藤原顕頼の娘
- 生母不明の子女
  - 男子：藤原憲頼
  - 男子：藤原為明
  - 男子：藤原泰隆
  - 男子：藤原泰房
  - 男子：長真
  - 女子：徳大寺実定室
  - 女子：藤原雅長室
  - 女子：建春門院女房堀川